# متحف الذاكرة المشتركة التونسية الجزائرية بغار الدماء
متحف الذاكرة المشتركة التونسية الجزائرية بغار الدماء هو متحف تونسي تأسس في 2005 ويقع في غار الدماء قرب الحدود التونسية الجزائرية.

يقع هذا المتحف بالمقر السابق لقيادة ثورة التحرير الجزائرية حيث كان مقر إقامة هيئة الأركان العامة لجيش التحرير الوطني الجزائري. يضم أسلحة وصورا وأرشيفات توثق مراحل الثورة الجزائرية والدعم التونسي لها واستعمال الأراضي التونسية من قبل الجزائريين.